# Egypt na Letních olympijských hrách 1928
Egypt se účastnil Letní olympiády 1928 v nizozemském Amsterdamu v 5 sportech. Zastupovalo ho 32 sportovců.

## Medailové pozice
| Medaile | Jméno            | Sport         | Disciplína                      |
| ------- | ---------------- | ------------- | ------------------------------- |
| Zlato   | Ibrahim Moustafa | Zápas         | muži řecko-římský do 82,5 kg    |
| Zlato   | Sayed Nosseir    | Vzpírání      | muži lehkotěžká váha do 82,5 kg |
| Stříbro | Farid Simaika    | Skoky do vody | muži věž 10 m                   |
| Bronz   | Farid Simaika    | Skoky do vody | muži prkno 3 m                  |